# العلاقات التنزانية المصرية
العلاقات التنزانية المصرية هي العلاقات الثنائية التي تجمع بين تنزانيا ومصر.

## مقارنة بين البلدين
هذه مقارنة عامة ومرجعية للدولتين:
| وجه المقارنة                                              | تنزانيا                        | مصر           |
| --------------------------------------------------------- | ------------------------------ | ------------- |
| المساحة (كم2)                                             | 947.30 ألف                     | 1.01 مليون    |
| عدد السكان (نسمة)                                         | 57.31 مليون                    | 94.80 مليون   |
| الكثافة السكانية (ن./كم²)                                 | 60.5                           | 93.86         |
| العاصمة                                                   | دودوما                         | القاهرة       |
| اللغة الرسمية                                             | اللغة السواحلية، لغة إنجليزية  | اللغة العربية |
| العملة                                                    | شيلينغ تانزاني                 | جنيه مصري     |
| الناتج المحلي الإجمالي (بليون دولار)                      | 52.09 مليار                    | 235.37 مليار  |
| الناتج المحلي الإجمالي (تعادل القوة الشرائية) بليون دولار | 138.73 مليار                   | 998.67 مليار  |
| الناتج المحلي الإجمالي الاسمي للفرد دولار أمريكي          | 878                            | 3.61 ألف      |
| الناتج المحلي الإجمالي للفرد دولار أمريكي                 | 2.54 ألف                       |               |
| مؤشر التنمية البشرية                                      | 0.521                          | 0.690         |
| رمز المكالمات الدولي                                      | +255                           | +20           |
| رمز الإنترنت                                              | .tz                            | .eg، .مصر     |
| المنطقة الزمنية                                           | ت ع م+03:00، توقيت شرق أفريقيا | ت ع م+02:00   |

## منظمات دولية مشتركة
يشترك البلدان في عضوية مجموعة من المنظمات الدولية، منها:
| علم المنظمة | اسم المنظمة                                                | تاريخ انضمام تنزانيا | تاريخ انضمام مصر |
| ----------- | ---------------------------------------------------------- | -------------------- | ---------------- |
|             | مؤسسة التنمية الدولية                                      | 6 نوفمبر 1962        | 26 أكتوبر 1960   |
|             | يونسكو                                                     | 6 مارس 1962          | 22 يناير 1947    |
|             | وكالة ضمان الاستثمار متعدد الأطراف                         | 19 يونيو 1992        | 12 أبريل 1988    |
|             | الأمم المتحدة                                              | 14 ديسمبر 1961       | 24 أكتوبر 1945   |
|             | العملية المشتركة للاتحاد الأفريقي والأمم المتحدة في دارفور | ?                    | 31 يوليو 2007    |
|             | الاتحاد البريدي العالمي                                    | ?                    | ?                |
|             | البنك الدولي للإنشاء والتعمير                              | 10 سبتمبر 1962       | 27 ديسمبر 1945   |
|             | الاتحاد الدولي للاتصالات                                   | 31 أكتوبر 1962       | 9 ديسمبر 1876    |
|             | مؤسسة التمويل الدولية                                      | 10 سبتمبر 1962       | 20 يوليو 1956    |
|             | المركز الدولي لتسوية المنازعات الاستشارية                  | 17 يونيو 1992        | 2 يونيو 1972     |
|             | منظمة التجارة العالمية                                     | 1995                 | 30 يونيو 1995    |
|             | منظمة الشرطة الجنائية الدولية                              | ?                    | 7 سبتمبر 1923    |
|             | الاتحاد الأفريقي                                           | 16 يناير 1964        | 9 يوليو 2002     |
|             | البنك الإفريقي للتنمية                                     | ?                    | 10 سبتمبر 1964   |

## أعلام
هذه قائمة لبعض الشخصيات التي تربطها علاقات بالبلدين:
- سليم احمد سليم (23 يناير 1942 – )

## وصلات خارجية
- موقع وزارة الخارجية التنزانية
- موقع وزارة الخارجية المصرية